# Muslim ibn al-Hajjaj Nishapuri
Abul Husayn Muslim ibn al-Hajjaj Qushayri al-Nishapuri (arabsky: أبو الحسين مسلم بن الحجاج القشيري النيشابوري) (821-875, 204-261 Islámského kalendáře), zkráceně nazýván Imám Muslim. Autor druhé nejdůležitější sbírky Islámských tradic (hadísu) v Sunni Islámu.
První nejdůležitější sbírka Islámských tradic je Sahih al-Bukhari a autorem této sbírky byl al-Bukhari. Muslim se narodil ve městě Níšápúr, které se nyní nachází v severovýchodním Íránu a patřil do klanu Qushayr. Ve městě Níšápúr i zemřel po zakončení svých cest, za účelem shromáždění Islámských tradic.
Muslim za svého života studoval Islám a shromažďoval Islámské tradice na Arabském poloostrově, Egyptě, Iráku a Sýrii. Během jeho 15leté cesty za shromáždění hadísu, Muslim slyšel okolo 300 000 tradic od více než 220 Islámských učenců, ze kterých vybral do sbírky jen ty, o kterých nebylo pochyby o jejich pravdivosti. Odhady počtu tradic (hadísu)v jeho sbírkách se pohybují od 3033 do 12 000, podle způsobu počítání tradic. Okolo 1900 tradic je podobných nebo stejných s autorem sbírek al-Bukhari.

## Učitelé a žáci
Nejznámější z jeho učitelů byli Harmala ibn Yahya, Sa'id ibn Mansur, Abd-Allah ibn Maslamah al-Qa'nabi, al-Dhuhali, al-Bukhari, Ibn Ma'in, Yahya ibn Yahya al-Nishaburi al-Tamimi, a jiní.
Nejznámější žáci Muslima, kteří se rovněž stali autory sbírek Islámských tradic byli al-Tirmidhi, Ibn Abi Hatim al-Razi a Ibn Khuzaymah.

## Dílo
- Kitab al-Musnad al-Kabir 'Ala al-Rijal
- Jami' Kabir
- Kitab
- al-Asma' wa'l-Kuna
- Kitab al-Ilal
- Kitab al- Wijdan